# Agrilus tempestivus
Agrilus tempestivus é uma espécie de inseto do género Agrilus, família Buprestidae, ordem Coleoptera.
Foi descrita cientificamente por Lewis, 1893.